# Rembertów Bezpośrednio
Stowarzyszenie Rembertów Bezpośrednio – ruch miejski działający w warszawskiej dzielnicy Rembertów jako stowarzyszenie rejestrowe, jego członkowie od 2014 zasiadają w radzie dzielnicy.

## Działalność
Stowarzyszenie tworzą mieszkańcy Rembertowa. W 2012 założono blog o nazwie Rembertów Bezpośrednio. W 2015 inicjatywę oficjalnie zarejestrowano jako stowarzyszenie. Na czele trzyosobowego zarządu stoi Aleksander Lesiński.
Jako inicjatywa społeczna angażuje się w działalność polityczną na szczeblu samorządowym. Rembertów Bezpośrednio angażuje się kwestie infrastruktury i transportu w dzielnicy, np. budowy tunelu łączącego ul. Marsa z Chruściela. Organizuje akcje charytatywne, wydarzenia sportowe i sąsiedzkie, jarmarki, aktywności internetowe. Stowarzyszenie wydaje czasopismo.

### Wybrane akcje:

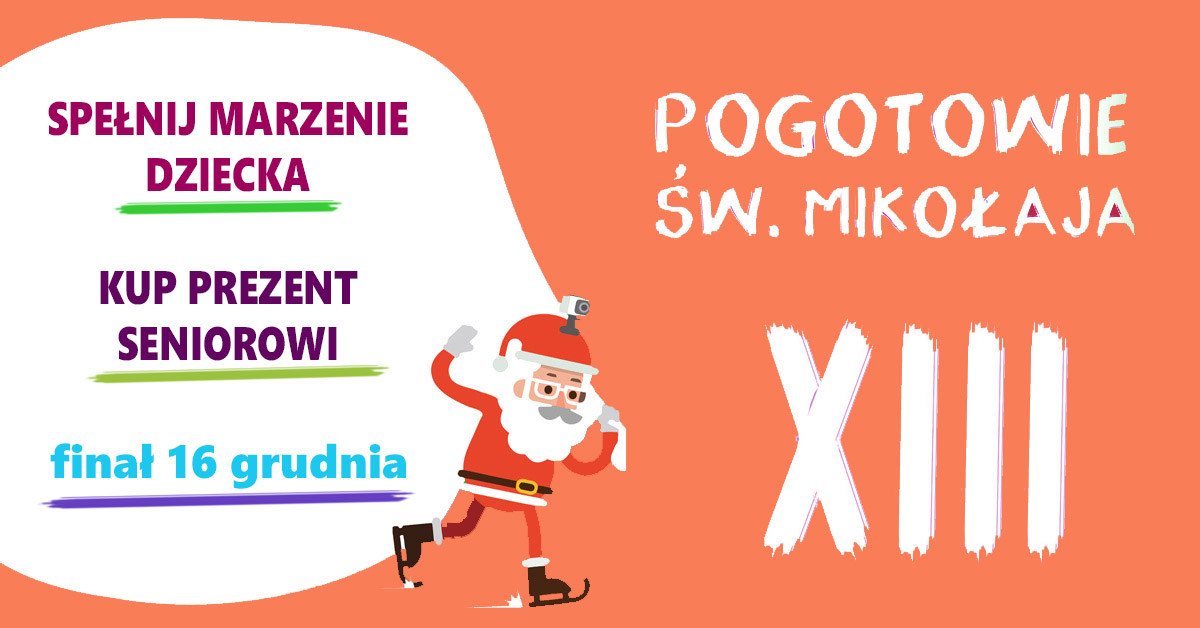
XIII Edycja Pogotowia św Mikołaja

#### Pogotowie Świętego Mikołaja[8][9]
Rozpoczęta w 2012 roku cykliczna akcja świąteczna ma na celu wsparcie podopiecznych Rembertowskiego Ośrodka Pomocy Społecznej. Co roku obejmuje około dwustu dzieci oraz seniorów z najuboższych rodzin, do których św. Mikołaj nie ma szansy dotrzeć.
Podopieczni opisują swoje pragnienia w listach do św. Mikołaja, które trafiają do pracowników Ośrodka Pomocy Społecznej. Organizatorzy zbiórki otrzymują jedynie imię, wiek dziecka oraz jego marzenie. Lista prezentów jest publikowana i regularnie aktualizowana w internecie, głównie na Facebooku.
Mieszkańcy Rembertowa, którzy chcą wziąć udział w akcji, rezerwują wybrane prezenty, następnie je kupują, pakują i umieszczają w wyznaczonych punktach zbiórki. Część paczek odbierają rodzice, a pozostałe dostarczają członkowie stowarzyszenia RB.

#### rowerem Bezpośrednio (wcześniej Rembertowska Masa, Rembertowska Masa Krytyczna)

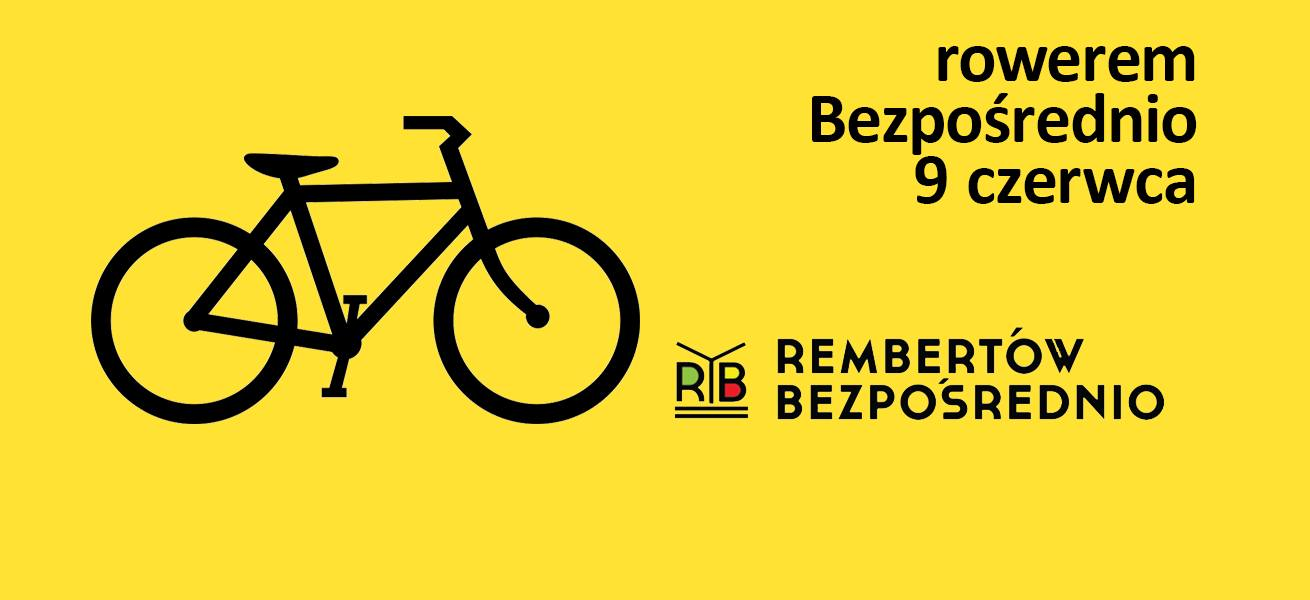
Logo Rowerem Bezpośrednio po rebrandingu

Sąsiedzki rajd rowerowy, organizowany przez stowarzyszenie od 2013 roku, odbywa się na drogach Rembertowa. Początkowo wydarzenie funkcjonowało pod nazwą Rembertowska Masa Krytyczna i miało na celu przyspieszenie budowy drogi dla rowerów (DDR) wzdłuż ulicy Marsa – na odcinku od ul. Komandosów do ul. Żołnierskiej.
Po zakończeniu tej inwestycji w 2017 roku stowarzyszenie zrezygnowało z określenia „krytyczna”. W 2024 roku postanowiono przeprowadzić rebranding – zmieniono nazwę wydarzenia na „rowerem Bezpośrednio” oraz zaprezentowano nowe logo.
W przejazdach bierze udział nawet 300 rowerzystów, zarówno dzieci, jak i dorośli.

## Udział w wyborach

### 2014
W wyborach samorządowych 2014 Komitet Wyborczy Rembertów Bezpośrednio otrzymał 855 głosów (9,4%), co dało jeden mandat. Mandat radnego orzymał Paweł Prusakiewicz uzyskując w Okręgu nr 2 liczbę 123 glosów. 

### 2018
W wyborach do rady dzielnicy w 2018 Rembertów Bezpośrednio uzyskał 2527 głosów (21,08%), co przełożyło się na cztery mandaty. Do rady miasta Warszawy zaś, startując w ramach ogólnomiejskiej koalicji KWW Miasto Jest Nasze – Ruchy Miejskie, w okręgu obejmującym Pragę-Południe oraz Rembertów – zdobył 5927 głosów (5,77%), co mimo przekroczenia progu wyborczego nie przełożyło się na miejsca w radzie. W 2022 Aleksander Lesiński został zastępcą burmistrza Rembertowa. W Okręgu nr 1 mandat radnego uzyskał Józef Melak, zdobywając 236 głosów. W Okręgu nr 2 mandat radnego uzyskał Marcin Płonka, zdobywając 252 głosy . W Okręgu nr 3 mandat radnej uzyskała Izabela Kowalska, zdobywając 185 głosów. W Okręgu nr 4 mandat radnego uzyskał Michał Kaczyński, zdobywając 273 głosy.

### 2024
W 2024 KW Stowarzyszenia Rembertów Bezpośrednio uzyskał 19,63% głosów w wyborach do rady dzielnicy, co dało cztery mandaty w radzie Rembertowa.W 2024 Aleksander Lesiński zrzekając się mandatu radnego ponownie został Zastępcą Burmistrza Rembertowa.W Okręgu nr 1 mandat radnego uzyskał Aleksander Lesiński, zdobywając 177 głosów (jednakże złożył mandat, obejmując stanowisko Zastępcy Burmistrza Rembertowa). W jego miejsce mandat radnego uzyskał Adam Prasek, zdobywając 144 głosy.W Okręgu nr 2 mandat radnego ponownie uzyskał Marcin Płonka, zdobywając 202 głosy. W Okręgu nr 3 mandat radnego uzyskał Kamil Staruch, zdobywając 172 głosy. W Okręgu nr 3 mandat radnej uzyskała Izabela Kowalska, zdobywając 115 głosów. 
Podczas I Sesji Rady Dzielnicy Rembertów m.st. Warszawy kadencji 2024-2029 Kamil Staruch objął stanowisko Wiceprzewodniczącego Rady Dzielnicy Rembertów m.st Warszawy 